# 吳震元
吳震元（16世紀—1642年），字長卿，南直隸蘇州府太倉州人，明朝政治人物。

## 生平
吳震元是萬曆四十年（1612年）壬子科應天鄉試舉人，天啟二年（1622年）授灤州知州，改任德安通判，當時朝廷追論熊廷弼、楊漣的資產，他力為保護，並拿出俸祿周濟二人家族，又在公署西邊建築寶菜軒，聚集府內士子授課，多所成就。崇禎二年（1629年）他陞任衡州同知，改官漳州，經常和黃道周談論經史、易象至通宵；崇禎五年（1632年）海盜劉香入侵，他用計擒拿對方，次年（1633年）春天紅髮賊作亂，他在銅山戰勝敵軍，因父親逝世而回鄉，之後杜門著述，不接受周延儒強行起用。崇禎十五年（1642年）卒。。

## 著作
著有《噓雲集》。

## 引用
1. 1 2  民國《太倉州志·卷十九·人物三》：吳震元，字長卿，萬厯四十年舉人，天啟二年授灤州知州，旋補德安通判，時方追熊廷弼、楊漣資產，震元力庇之，且分俸周其家，七年陞衡州府同知，改漳州。黃道周少所許可，獨喜震元，每與揚扢經史講說易象必達旦，崇禎五年海賊劉香入犯，檄震元石美，以計擒之，六年春紅賊亂，震元銅山力戰大破之，丁父憂歸，杜門著述，周延儒強之出不應，十五年卒。
2. ↑  光緒《德安府志·卷十·職官下》：吳震元，字長卿，太倉州舉人，天啟二年由灤州知州通判德安，時方追熊廷弼、楊漣貲產，震元謂：「朝廷重威福，不重貨利。」力庇之，且分俸周其家。署西構寶菜軒，集郡士課業，多所裁成，著有《噓雲集》，七年陞任去。 《安陸縣志》